# Gösta Bengtsson
Gösta Bengtsson, född 25 juli 1897 i Göteborg, död 19 januari 1984 i Stockholm, var en svensk seglare.
Han seglade för Kullaviks KKK. Han blev olympisk guldmedaljör i Antwerpen 1920.